# 수이전
《수이전》(殊異傳)은 신라시대를 배경으로 한 설화들의 원전(原傳)이라고 소개되는 책의 제목이다. 《수이전》이라는 책 자체는 실전되었으나, 《삼국유사》 등 고려 시대의 문헌과 《삼국사절요》, 《필원잡기》 등 조선 시대 문헌에 축약된 형태로 실린 일문(逸文)만이 남아 있다.
신라수이전(新羅殊異傳), 또는 신라이전(新羅異傳)이라고도 불린다.

## 개요
대체로 신라 말기에서 고려 초기에 이르는 시기에 편집된 것으로 중국의 《태평광기》(太平廣記)나 일본의 《곤자쿠 모노가타리슈》(今昔物語集)와 같은 설화 문학집으로 추정된다. 수이(殊異)라는 제목에서 보여주듯 《수이전》 일문의 설화들은 '몹시 기이하고 이상한' 이야기들로, 대부분 실재적이고 합리적인 존재론과 인식론을 뛰어넘는 초월적이고도 신비로운 내용이 주를 이루는 가운데 현실적인 의미가 드문드문 자리잡고 있는 것으로 평가받고 있다. 작품의 내용은 대체로
1. . 초현실적인 계기(특히 불교적인 신이가 결합한 종교적 영험)를 통하여 문제를 해결하거나 '기이함' 그 자체에 주목하는 이야기: 〈아도〉, 〈원광서학〉, 〈보개〉, 〈연오랑 세오녀〉, 〈죽통미녀〉, 〈노옹화구〉 등.
2. . 타고난 재능으로 문제를 간파하여 해결하고 욕망을 성취하는 인물들의 이야기: 〈석탈해〉, 〈선덕여왕〉 등.
3. . 현실적으로 실현될 수 없는, 실현된다 해도 죽음이라는 통과 의례를 거쳐야 하는 남녀간의 사랑 이야기: 〈선녀홍대〉, 〈심화요탑〉, 〈수삽석남〉, 〈호원〉 등.

이다. 편찬 관련 기사가 사료에서 확인되지 않는데서 국가적인 관심 속에서 편찬되었다고는 할 수 없으며, 고려의 《해동고승전》과 《삼국유사》, 《제왕운기》, 조선의 《필원잡기》, 《삼국사절요》, 《태평통재》, 《신증동국여지승람》, 《대동운부군옥》, 《해동잡록》, 《사가집》 등 여러 문헌에서 기본 자료로 인용되어 쓰였다. 원본이 현전하지 않는다는 점에서 구체적인 저작 시기나 저작자, 전체 체제 등이 확실히 규명되지 않은 불완전한 부분이 많이 있으나, 한국의 초기 서사문학의 모습을 보여주는 매우 중요한 자료로 꼽히고 있다.

## 저자
《수이전》의 저자에 대해서는
- 신라 말의 최치원[1]
- 고려 중기의 박인량[2]
- 연대 미상의 김척명(金陟明)[3]

등이 언급되고 있는데, 현재의 연구에서는 대체로 박인량을 《수이전》의 저자로 보는 것이 정설로 되어 있다. 한편 《수이전》을 언급한 문헌들이 대부분 책의 제목을 《신라수이전》 혹은 《신라이전》이라고 부르고 있는 것으로 보아 신라 말기에 《수이전》이 정리된 것으로 보고, 최치원이 《수이전》의 원편저자(原編著者)이고 박인량은 증보(增補)했으며, 김척명이 훗날 개찬(改撰)한 것으로 보기도 한다. 한편 이러한 설들에 대하여 조수학은 모두 《수이전》의 문체의 성격(후술)을 잘 모르고 그저 일본 학자 이마니시 류(今西龍)가 1919년에 "책은 하나인데 저자에 대해서는 이설이 있다."고 한 잘못된 판단을 그대로 답습한 데에 지나지 않는다며 비판하였다.

## 인용 서적
현재까지 남아있는 《수이전》 일문을 기록된 시기별로 나열하면 다음과 같다.
- 13세기
  - 《해동고승전》(海東高僧傳)권1 〈아도(阿道)〉
  - 《삼국유사》권4 의해(義解) 〈원광서학(圓光西學)〉

- 15세기
  - 《태평통재》(太平通載)권20 〈보개(寶開)〉 , 권68 〈최치원(崔致遠)〉, 〈지귀(志鬼)〉(《청분실서목》에 이후 재수록됨)
  - 《필원잡기》(筆苑雜記)권2 〈영오세오(迎烏細烏)〉
  - 《삼국사절요》(三國史節要)권2, 주(註) 〈탈해(脫解)〉, 권8 〈당태종목단자병서화(唐太宗牧丹子幷書花)〉

- 16세기
  - 《대동운부군옥》(大東韻府群玉)권8  〈수삽석남(首揷石枏)〉(《해동잡록》권4 최치원조에도 수록), 권9 〈죽통미녀(竹筒美女)〉, 권12 〈노옹화구(老翁化狗)〉,  권15 〈선녀홍대(仙女紅袋)〉, 〈호원(虎願)〉(《해동잡록》권4에도 수록), 권20 〈심화요탑(心火繞塔)〉(《해동잡록》권4에도 수록),

- 17세기
  - 《해동잡록》 권1 〈선덕여왕〉

### 삼국유사와 수이전
이들 작품들은 모두 《수이전》을 출처로 밝히고 있어서 《수이전》의 일문이 확실하지만, 이들 작품과 내용상 흡사하면서도 《수이전》이라는 출처를 밝히지 않은 기록들도 있다. 《대동운부군옥》에 수록된 '호원'과 《태평통재》의 '보개', 《필원잡기》의 '영오세오', 《삼국사절요》의 '탈해'와 '당태종목단자병서화'는 모두 《삼국유사》에 〈김현감호(金玄感虎)〉, 〈민장사〉, 〈연오랑세오녀〉, 〈탈해왕〉, 〈선덕왕지기삼사〉라는 제목으로 실려 있으며, 대체로 현전하는 《수이전》 일문보다 더 이른 시기일 뿐 아니라 내용 또한 풍부하고 자세하게 서사화되고 있어 《삼국유사》 소재 〈김현감호〉가 《대동운부군옥》의 〈호원〉보다 더 《수이전》의 원본에 더 가까운 것이 아니냐는 추정이 제기되기도 한다. 또한 같은 설화가 다른 문헌에서 서로 다른 제목으로 수록된 경우도 있는데 《태평통재》의 〈최치원〉과 《대동운부군옥》의 〈선녀홍대〉, 《태평통재》 및 《청분실서목》의 〈지귀〉와 《대동운부군옥》의 〈심화요탑〉은 서로 같은 작품이다. 이렇게 《수이전》 일문을 가려보면 현존하는 것은 모두 12작품이라 할 수 있다.
특히 《삼국유사》의 경우 현존하는 《수이전》 일문 가운데 가장 많은 10편의 이야기를 수록하고 있는데, 이 가운데 《수이전》이라는 책 제목을 언급한 것은 두 번이며, 두 번 모두 무엇인가 잘못된 문제를 바로잡기 위해 부득이 언급한 것임이 지적된다. 한 번은 《삼국유사》권제4 의해제5 '원광서학'조에서 승려 원광의 전기를 짓는데 중국측 기록인 《당고승전》과 한국측 기록인 《고본 수이전》의 기록이 서로 달라 어떤 것이 사실인지를 밝힐 수 없으므로 두 책의 내용을 한 자도 빼놓지 않고 그대로 적어둔 경우였고, 다른 한편은 같은 책의 '보양이목(寶壤梨木)'조에서, 후세 사람들이 《신라이전》을 개작하면서 《보양전》에 있는 '작탑이목(鵲塔璃目)'의 이야기를 함부로 《원광전》에 합쳐 넣고 '견성(犬城)'에 관한 이야기를 《비허전》에 합쳐 넣었는데 그걸 모르고 《해동고승전》의 찬자가 그 잘못된 내용을 그대로 엮어넣어서 《보양전》이 없어진 것에 대한 사실을 해명하는 과정에서 인용한 경우였다.
현존 기록을 통해 《수이전》에 실려 있었던 것이 분명함에도 《삼국유사》에서 인용 출전을 정식으로 밝히지 않은 경우에 대해서는 '주대본(主臺本) 생략'과 같은 것으로, 마치 한국에서 영어, 프랑스어, 일본어 등의 어학 가운데서 한국어만을 유독 '국어'로 표기하고 종친회 명단에서 성씨를 빼고 이름만 적는 것과 같이, 《삼국유사》 또한 대본(臺本)인 《수이전》의 연장선상에 있어 언급할 필요가 없다는 판단하에서 굳이 《수이전》을 언급하지 않은 것으로 책 제목은 다르지만 《삼국유사》에 수록된 이야기는 대부분 《수이전》에서 따온 것에 역사적 사실의 추가나 내용의 연장, 사실의 혼합, 설명과 논평을 첨가한데 불과하기 때문이라는 주장이 있다. 즉 《삼국유사》에 수록된 이야기 가운데 특별히 기이하고 환상적이지 않은 것, 다른 책에서 추가하거나 일연 자신이 논평을 붙인 부분을 제외한 나머지 60% 분량은 《수이전》의 그것과 같다고 볼 수도 있다는 것이다.

## 연구사
여기저기 흩어져 있는 《수이전》 일문을 한데 모아 편집한 책으로는 최남선이 편집한 《삼국유사》(민중서관)와 이석호가 역주한 《왕오천축국전(往五天竺國傳》(을유문고)이 있는데, 하나의 독립된 장(章)이 아니라 부록으로 붙어있을 뿐 아니라 최남선 편 《삼국유사》의 경우 한문 원문을 그대로 수록하고 있어 전문 연구자를 제외하면 거의 접근하기도 어렵고 《수이전》 일문 전체를 실어놓고 있지도 않으며, 이석호 역주 《왕오천축국전》의 경우 번역에 소홀하다는 지적이 제기되었다. 1996년에 김현양, 김희경, 이대형, 최재우가 함께 번역한 《역주 수이전 일문》이 박이정 출판사에서 발행되었으며, 1998년에 이검국, 최환이 함께 편집한 《신라수이전 집교와 역주》가 영남대학교 출판부에서 발행되었다.
《수이전》 일문에 관한 연구는 그 동향에 따라 대략 3기로 나누어 살필 수 있다. 일제 시대부터 1970년대 중반 이전까지의 1기 연구에서 《수이전》의 저자 및 명칭, 편찬 시기 같은 1차적이고 전반적인 논의에 중심을 두었다면 70년대 중반 이후 2기의 연구는 《수이전》의 '갈래' 문제에 초점이 맞춰졌다. 특히 3기에 해당하는 80년대 후반기 이후 현재까지, 《수이전》 일문 가운데 몇 작품에 대하여 이들을 '설화'의 단계를 넘어서 하나의 '소설'로서의 형식을 갖추고 있음을 주장하는 논의가 활발하게 전개되고 있으며, 이러한 갈래론은 《수이전》에 관한 논의 가운데서도 특히 주목되는 분야일 뿐 아니라 현재까지도 합의되지 않은 상태로 남아있다.

### 제1기
《수이전》에 관한 가장 오래된 연구성과는 일본인 학자 이마니시 류(今西龍)가 1933년에 저서 《신라사연구》(경성근택서점)를 통해 발표한 〈新羅殊異傳及其逸文〉였는데, 그 뒤 이인영이 〈太平通載 殘卷 小考 - 特히 新羅殊異傳 逸文에 대하여〉라는 제목으로 1940년 《진단학보》 13에 논문을 발표하였다. 해방 이후 서수생이 〈東國文宗 崔孤雲의 文學〉(《어문학》1 · 2), 신기형이 〈殊異傳小考〉(《문경》 2집)를 1958년에 발표하였고, 1960년에는 김갑복이 〈殊異傳(作者)考〉(《주간성대》 195 · 196)를, 1962년과 1963년에는 최강현이 〈新羅殊異傳小攷 - 主로 그 名稱과 著者에 관하여〉와 〈新羅殊異傳小攷(續) - 主로 그 逸文을 中心하여〉를 각각 발표하였으며, 소재영이 1967년에 발표한 〈延烏細烏說話攷〉와 인권환이 1968년에 발표한 〈心火繞塔說話攷 - 印度 說話의 韓國的 展開 -〉가 제1기 연구의 주요 연구 성과라고 할 수 있다.
소재영과 인권환은 《수이전》 일문 가운데 〈연오세오〉와 〈심화요탑〉을 각기 대상으로 삼아 비교문학적인 방법으로 설화연구를 수행하였다. 제1기의 연구성과로 주목할 것은 이인영과 최강연의 연구인데, 기존의 연구가 큰 주제 속의 한 부분으로서 《수이전》 관련 부분을 다루었다면 이인영은 한국인으로서 《수이전》 자체를 본격적으로 전면적인 연구 소재로 다루었으며, 《수이전》의 저자에 대해 기존의 최치원설을 반박하고 《해동고승전》을 전거로 박인량설을 개진하였다. 나아가 《수이전》의 이본(異本)이 존재했을 가능성에 대해서도, 추론 수준에서나마 《수이전》이라는 제목의 설화집은 단일종임을 주장하였던 것에, 최강현은 자신의 논문에서 《수이전》의 본래 명칭이 《신라수이전》이며 저자는 《삼국유사》에 소개된 향인 김척명이라는 견해를 보이는 가운데 《신라수이전》은 적어도 '진본'과 '이본'의 두 개의 판본이 있었을 것으로 주장하였다. 《수이전》 형성과정의 측면에 대해 최강현은 형식이나 내용상 중국의 영향을 많이 받아서 영이적(靈異的)인 요소를 지니고 있는, 정착된 국내(특히 신라)의 민족 설화의 편린들을 모아 엮은 것이 《수이전》이라고 주장하였다. 그리고 이들 일문을 신화나 전설의 발전된 형태로 파악하면서, 훗날 시화청담(詩話淸談)과 연계 · 결합되어 조선조 소설문학의 모태가 되었다고, 최강현은 주장하였다.

### 제2기
제1기에 이어 전반적인 《수이전》 일문 탐색을 심화시키면서 소설성 여부에 대한 논의가 2기에서 활발하게 산출되었다. 《수이전》 관련설화 연구도 심도를 더해 진행되었는데, 이 시기의 대표적인 연구자로서 지준모는 《수이전》 일문을 전반적으로 고찰하였고, 조수학 · 조동일 · 임형택 · 이헌홍 · 한영환 등에 의해 《수이전》의 갈래(장르) 문제와 관련된 논의가 펼쳐지게 되는데, 《수이전》 관련설화의 연구자로 황패강 · 차용주 · 강현모 등을 들 수 있다.
갈래 논의란 《수이전》 일문을 설화로 볼 것인지 아니면 소설로 볼 것인지에 대한 문제를 놓고 벌어진 논의였다. 이것은 단순히 《수이전》 일문의 갈래를 판정하는 문제에서 그치지 않고, 한국 문학사에서의 '소설'의 발생 문제, 서사문학사의 구도 문제와 맞물리면서 연구자들의 가장 커다란 관심사로 자리잡았다. 기존의 한국 문학사 연구는 김태준의 《조선소설사》 이후로 조선 초기 김시습이 지은 《금오신화》를 한국 역사상 최초의 소설로 인정해 왔는데, 《수이전》 일문, 특히 〈최치원(선녀홍대)〉의 경우 이것을 '설화'가 아닌 하나의 '소설' 구조를 갖춘 작품으로서 인정할 수 있다면, 한국 소설의 역사는 기존의 알려져 있던 15세기에서 5, 6백 년을 훨씬 거슬러 올라가 신라 말 고려 초 사이(9세기~10세기)로까지 소급되기에 이른다. 따라서 이 《수이전》 일문의 갈래 판정 여부에 따라 한국 서사문학사의 구도가 달라질 수도 있다는 점에서 매우 중요한 논쟁이었던 것이다.
이 논의에서 조동일은 《수이전》을 설화로 규정하고 기존의 설대로 《금오신화》를 한국 최초의 소설로서 인정하는 입장이었고, 조수학과 임형택 · 이헌홍 · 한영환 등은 《수이전》 일문, 특히 〈최치원(선녀홍대)〉이 지니고 있는 소설적인 성격에 주목하여 한국 문학사의 '소설'의 기원을 《금오신화》보다 더 끌어올려 보는 입장을 전개하였다. 그리고 이러한 《수이전》 일문의 소설성 논의는 조수학과 지준모에 의해 본격화되는데, 지준모는 1975년에 발표한 《어문학》32에 발표한 논문 〈전기소설의 효시는 신라에 있다 - 〈조신전〉을 해부함〉 에서,  〈최치원(선녀홍대)〉을 5단계 구성의 외부 형식과 서민 애정을 다룬 내부 양식에서 당대(唐代)의 전기소설과도 부합하며, 인민을 주인공으로 남녀의 애정과 같은 개인생활(내지 개인적인 운명)을 묘사한 산문으로서 서구 근대소설의 여러 특징과 상통한다 하여 이를 '소설'로 규정하고, 1976년에 다시 〈신라수이전 연구〉를 통해 《신라수이전》이 설화뿐 아니라 소설도 포함되어 있었던 책이라 규정하면서 《수이전》에 대한 전반적인 면을 고찰하여,
1. . 《신라수이전》은 처음 최치원이 편저한 것을 박인량이 증보하고 김척명이 개찬했으며
2. . 《신라수이전》은 신라를 소재로 한 고려 초기까지의 설화와 소설들의 집성이고, 오늘날까지 전해지게 된 16항목의 표제 외에도 더 많은 항목을 가진 홑지지 않은 권수의 책으로서
3. . 임진왜란으로 《신라수이전》은 소실되고 오늘날에는 한 가지 완문(完文)을 빼고 나면 나머지는 그 일부, 내지는 초략이다.

라는 주장을 세웠다. 한편 조수학은 1975년에 《영남어문학》2에 발표한 논문 〈최치원전의 소설성〉에서, 〈최치원(선녀홍대)〉을 중국의 전기소설인 《유선굴》과 조선의 《금오신화》와 각각 내용의 측면에서 대비 분석하면서 문학적인 영향관계를 밝히고 구성상의 특성을 비교함으로써 〈최치원(선녀홍대)〉이라는 작품이 창작될 당시 이미 한국에서 전기소설은 특유의 체제를 확립했다고 보았다.
이헌홍과 임형택은 지준모와 조수학에 이어 소설성 논의에 관한 이론적 근거를 본격적으로 모색하였다. 우선 이헌홍은 〈최치원(선녀홍대)〉이 가진 전기성과 소설성에 관하여, 《금오신화》와 〈최치원(선녀홍대)〉의 플롯을 비교함으로써 이 작품의 전기소설성을 규명하고, 시공적 구조 등의 검토를 통해서 임형택에 이어 소설구조 이론에 입각한 《수이전》 연구를 시도하였다. 이 연구를 통해 이헌홍은 다음과 같은 점을 지적하여 〈최치원(선녀홍대)〉이 소설로서의 특징을 가지고 있음을 주장했다.
1. . 〈최치원(선녀홍대)〉은 개인의 창작으로 액자소설적인 요소를 지니고 있으며
2. . 현실적, 지리적, 자연적인 배경이 확대되어 있는 가운데 시가(詩歌)를 많이 개입시켜 분위기를 위한 단순한 서정적 장식물로서의 역할이 아닌 서사 진행에 직접 간여하게 하고 있고
3. . 작중 사건이나 행동은 삶의 일단면을 다루고 있으며 그것은 사실 보고적인 이야기가 아닌 장면적인 이야기로, 성격 묘사 및 대화가 중요시된다.

임형택은 1984년 발표한 논문에서 작가의 창작성 및 문학적 수식의 가미 뿐 아니라 사회적 현실을 보다 풍부하게 반영하고 있다는 점이 전기소설과 설화가 구별되는 점이며, 신분 대립과 성시(城市)의 번영, 한문학의 수준 향상은 10세기 전후 신라 말에서 고려 초에 이르는, 한국 역사에서 '고대'와 '중세'의 분기점이 되는 시기 전기에 소설이 발생할 수 있는 기반이 되었을 것임을 지적하여 《수이전》 일문의 갈래 논의에 관한 이론적인 틀을 마련하였고, 〈최치원(선녀홍대)〉은 그러한 점에서 원숙한 형식을 갖춘 전기소설 양식으로 고대에서 중세로 넘어가는 전환기 속에서 문인들은 중국의 전기소설을 하나의 새로운 예술 양식으로 수용했다고 주장하였다.
《수이전》 제2기 연구의 주요 주제인 '소설성' 논의는 기존의 15세기 《금오신화》를 한국 소설의 기원으로 보는 설에 대해 어느 정도 나말여초에 전기소설이 기원했을 가능성을 확인했다는 점에서는 인정받고 있지만, 여전히 《금오신화》 기원설을 결정적으로 논박하지는 못했다. 조동일은 1977년에 발표한 논문을 통해 앞서의 연구와는 상반된 입장을 보이며, '자아'와 '세계'의 관련에 따른 갈래 이론을 마련하고, 서사 갈래를 자아와 세계의 대결 양상에 따라 신화 · 전설 · 민담 · 소설로 구분하였다. 자아와 세계의 대결에서 세계가 우위에 서고 자아는 세계의 경이 때문에 좌절을 경험하는 것이 '전설'의 본질이며, 〈최치원(선녀홍대)〉은 '전설'에 속한다는 것이 조동일의 주장이다. 이러한 '자아'와 '세계'의 관계에 따른 갈래론은 이후 《수이전》 일문에서 한국 소설의 효시를 검증하려는 연구자들에게 또 하나의 이론적인 틀을 제공해 주었다. 한편 황패강은 〈심화요탑〉을 인도의 《대지도론》에 수록된 '술파가' 설화와 비교하면서 설화란 설화자에 의해 부단히 그 의미가 재생산될 수 있다는 가능성을 확인하였고, 차용주는 1978년 발표한 논문 〈김현감호의 비교연구〉(《청주사대 논문집》7)에서 《유선굴》과 〈최치원(선녀홍대)〉의 비교를 통해 조수학의 견해를 뒷받침하면서도 〈수삽석남〉의 경우는 당대의 전기작품과 비교하는 연구를 통해 소설적인 구성을 갖춘 창작설화, 라는 견해를 보였으며, 1986년 강현모는 〈연오랑 세오녀〉의 배경을 지리적, 역사적 측면에서 고찰하면서 이 설화가 외화(外話) 단락 · 내화(內話) 단락 · 요소 단락으로 구성되어 있으며 전반부와 후반부가 쌍을 이루고 있다는 분석을 내놓았다.

### 제3기
제3기 연구의 특징은 앞서 2기에서의 《수이전》 일문 연구성과의 축적으로 분야별 연구가 심화되면서 한국 소설사의 구도를 새롭게 정립하려는 시도가 개진되었다는 점이다. 앞서의 갈래논의가 3기에서는 크게 두 가지 방향으로 이루어졌는데, 하나는 《수이전》 일부 작품의 소설성을 확인하여 한국 소설의 기원을 《금오신화》 이전으로 소급하고자 하는 방향이었고, 다른 하나는 앞서의 문제의식에서 나아가 한국 문학사, 소설사의 입장에서 《수이전》을 조명하려는 방향이었다. 《수이전》의 전반적 이해와 관련된 논의로는 2기에서의 조수학과 함께 김건곤, 서용규 등의 연구를 들 수 있다.
김건곤은 1988년에 한국정신문화연구원 학술지 《정신문화연구》 34에 발표한 〈新羅殊異傳의 作者와 著作背景〉에서 《수이전》 관련 문헌의 검토를 통해 《신라수이전》의 작자와 저작 배경 및 배경에 관하여 고찰했는데, '수이전'이라고 하면 《신라수이전》을 가리키는 것이고 그 작자는 최치원일 가능성이 높으며, 박인량의 《수이전》과 최치원의 《수이전》은 서로 다른 것이라고 주장하였다. 〈최치원(선녀홍대)〉의 작자를 논하면서는 현존하는 최치원 한시의 풍격이나 운자, 시어 등과의 비교 고찰 및 《삼국사기》 등의 기록을 근거로 실존인물 최치원이 이 〈최치원(선녀홍대)〉의 '원작'을 집필한 것을 후세에 누군가가 그 마지막 부분에 실제 최치원의 종반 생애를 추가로 기록했다고 보았다.
조수학은 다시 1990년에 발표한 〈수이전의 저술자 및 문체 고(考)〉에서 《수이전》은 다회성적(多回性的) 유별전(類別傳)이라고 주장하였다. 동양한문의 산문 문체(장르) 가운데 하나인 전(傳)에는 두 가지의 성격이 있는데, 하나는 《춘향전》이나 《홍길동전》 같은 개별전(個別傳)이고, 다른 하나는 《해동고승전》이나 《해동명장전》 같은 유별전이다. 개별전의 경우 고유명사에 대한 것으로 성격상 원저자는 한 사람일 수밖에 없지만, 유별전은 집합명사에 대한 것이기에 원저자가 여러 사람이 있을 수 있다. 즉 《수이전》도 유별전으로서 원저자는 두 사람 이상일 수 있는 것이다.
문화 전달의 과정상 중국의 영향을 받아 통일신라 시대에 《수이전》이 처음 발생했고, 유별전인 까닭에 《고본 수이전》, 최치원본 《수이전》(즉 《신라수이전》), 김척명의 개작 《수이전》, 박인량의 《수이전》 등 네 편의 '별본'이 존재했던 것이라 추론하였으며, 《태평통재》 잔권에 수록된 〈최치원(선녀홍대)〉은 《금오신화》에 비해 조금도 손색이 없는 전기소설로서 한국 고소설의 시초는 9세기 전후의 《수이전》으로 보아야 한다고 주장하였다. 조수학의 '유별전' 주장을 일면 수긍하면서도 《수이전》이 신라 말에 발생했다는 설에 대해서는 재고해야 한다는 견해를 제기한 것이 바로 서용규로, 《수이전》의 올바른 명칭과 편저자 및 간행 연대에 주목한 그는 1993년 발표한 논문에서 《수이전》은 여러 '이본'이 있었으며 고려 시대에는 이들 이본을 모두 《수이전》이라 불렀고, 가장 오래된 이본은 박인량본 《수이전》으로 11세기 후반기에 성립되었으며, 그 다음으로 《고본 수이전》이 1145년 이후에 성립되었고, 김척명 개작본 《수이전》은 《고본 수이전》 성립 직후부터 1215년 사이에, 그리고 《신라수이전》이 고려 기록물들 속에 등장하는 여러 《수이전》 가운데서도 가장 늦게 성립되었다고 주장하였다.
《수이전》 일문 특히 〈최치원(선녀홍대)〉의 소설성을 보다 면밀하게 살피려는 작업은 이헌홍과 박태상의 논의에서, 소설성에 입각하여 문학사적인 모색을 시도한 연구에서는 김종철과 박일용, 박희병의 논의가 있었다. 이들은 개별 작품을 분석하고 그 소설성을 밝히는 연구를 통해서 소설 발생 논의에 기여한 전자의 경우와는 달리 《수이전》 일문의 일부를 소설로 인정하면서 문학사를 새롭게 인식하려 했는데, 김종철이나 박희병과는 달리 박일용은 〈최치원(선녀홍대)〉이 창작된 시기를 신라도 고려도 아닌 조선 전기로 추정하였다. 그는 《수이전》 일문으로 지칭되는 작품들은 전승과정에서 큰 변화를 겪었으며, 특히 〈최치원(선녀홍대)〉의 경우 소설 발생의 토대가 마련된 조선 전기 어떤 한 작가에 의해 〈쌍녀분〉 형태의 《수이전》 일문이 소설적인 형상을 얻게 된 것이라고 주장하였다. 즉 《수이전》 일문이 한국의 중세 중기 이후 신분제를 배경으로 발생한 현실적 갈등을 반영하면서도 중세 체제의 핵심적인 모순을 '서사'로 구체화시킬 수 있는 인식과 전망을 갖추지 못했었는데, 조선 전기에 이르러 중세의 질곡을 근본적으로 바라볼 수 있는 '비판적 지식인'이 생산되면서 〈최치원(선녀홍대)〉이라는 소설적 구체성을 얻은 작품이 창작될 수 있었다는 것이다. 이러한 박일용의 논리는 《금오신화》 이전으로 한국 소설의 발생을 수정하려 하면서 《금오신화》 기원론을 극복하려 했던 김종철이나 박희병 등과는 근본적인 차이가 있다는 평가를 받고 있다.
이 시기 《수이전》 연구와 관련하여 가장 활발하게 연구성과를 내놓은 것으로 평가받는 박희병은 '소설의 성장과정'이라는 측면에 주목하여 발생기의 소설이 설화와의 차별성을 획득하면서 어떻게 '독자성'을 확보해갔는가에 관심을 가졌는데, 이를 통해 인물과 환경의 형상화, 시간의 본질, 미학적 특질, 창작의 목적 의식, 문체 등의 면에서 소설이 설화와 구별된다며, 〈최치원(선녀홍대)〉과 〈호원(김현감호)〉은 전기소설에 해당한다고 주장하였다. 또한 박희병은 전기소설의 서사문법에 대한 이론적 탐구를 시도하여 〈최치원(선녀홍대)〉을 전기소설의 성립기 작품으로 보고 작품에 형상화되어 있는 인물의 특징을 분석하였다.

## 관련 저술

### 논문
- 이마니시 류(今西龍), 〈新羅殊異傳及其逸文〉, 1933년, 《신라사연구》, 경성근택서점
- 이인영, 〈太平通載 殘卷 小考 - 特히 新羅殊異傳 逸文에 대하여〉, 1940년, 《진단학보》 13, 진단학회
- 서수생, 〈東國文宗 崔孤雲의 文學〉, 1958년, 《어문학》1 · 2, 어문학회
- 신기형, 〈殊異傳小考〉, 1958년, 《문경》 2집, 중앙대학교 문리대
- 김갑복, 〈殊異傳(作者)考〉, 1960년, 《주간성대》 195 · 196
- 최강현, 〈新羅殊異傳小攷 - 主로 그 名稱과 著者에 관하여〉, 1962년, 《국어국문학》25, 국어국문학회
- 최강현, 〈新羅殊異傳小攷(續) - 主로 그 逸文을 中心하여〉, 1963년, 《국어국문학》26, 국어국문학회
- 소재영, 〈延烏細烏說話攷〉, 1967년, 《국어국문학》36, 국어국문학회
- 인권환, 〈心火繞塔說話攷 - 印度 說話의 韓國的 展開 -〉, 1968년, 《국어국문학》41, 국어국문학회
- 조수학, 〈崔致遠傳의 小說性〉, 1975년, 《영남어문학》2, 영남어문학회
- 지준모, 〈傳奇小說의 嚆矢는 新羅에 있다 - 〈調信傳〉을 解剖함〉, 1975년, 《어문학》 32, 한국어문학회
- 황패강, 〈志鬼說話小考 - 〈術波加〉 說話의 한 硏究〉, 1975년, 《신라불교설화연구》, 일지사
- 김진학, 〈新羅殊異傳〉, 1976년, 《신라불교문학연구》, 현암사
- 이관일, 〈延烏郞 · 細烏女 說話의 한 硏究〉, 1976년, 《국어국문학》 55-57합집, 국어국문학회
- 지준모, 〈新羅殊異傳 硏究〉, 1976년, 《어문학》35, 국어국문학회
- 조동일, 〈韓國小說의 理論〉, 1977년, 지식산업사
- 차용주, 〈金現感虎의 比較硏究〉, 1978년, 《청주사대 논문집》 7, 청주사대
- 김중렬, 〈韓國小說의 發生考 - 金鰲新話와 〈崔致遠〉을 中心으로〉, 1981년, 《어문논집》22, 고려대
- 이경우, 〈形成期 散文 試攷 - 〈殊異傳〉을 中心으로〉, 1981년, 《한국고전산문연구》, 동화문화사
- 이헌홍, 〈崔致遠傳의 傳寄小說的 構造〉, 1982년, 《수련어문논집》 9, 부산여대
- 정학성, 〈傳寄小說의 문제〉, 1982년, 《한국문학연구입문》, 지식산업사
- 차용주, 〈雙女墳 說話와 遊仙窟과의 比較硏究〉, 1982년, 《어문논집》 23, 고려대 국어국문학 연구회
- 차용주, 〈首揷石枏 說話의 比較硏究〉, 1983년, 《한매 최정여 박사 송수기념 논총》 계명대
- 임형택, 〈羅末麗初의 傳寄文學〉, 1984년, 《한국문학사의 시각》, 창작과비평사
- 정준민, 〈〈崔致遠傳〉의 傳奇小說的 硏究〉, 1985년, 성신여대 석사논문
- 강현모, 〈延烏郞 · 細烏女 說話 一考〉, 1986년, 《한양어문연구》 4, 한양대
- 김혜숙, 〈殊異傳의 著者〉, 1986년, 《한국문학사의 쟁점》, 집문당
- 한영환, 〈韓國傳奇小說의 成立與件〉, 1986년, 《경기어문학》7, 경기대 국문과
- 한영환, 〈한국소설 출발의 문제점〉, 1986년, 《어문논총》 2, 경희대 대학원 국문과
- 김성기, 〈古代小說의 起點攷〉, 1987년, 《장태진 박사 회갑 기념 국어국문학 논총》, 조선대
- 김정석, 〈傳寄文學 〈崔致遠〉 硏究〉, 1987년, 고대 교육대학원 석사 논문
- 한영환, 〈崔致遠傳과 遊仙窟과의 比較硏究〉, 1987년, 《인문과학연구》 7, 성신여대
- 김건곤, 〈新羅殊異傳의 作者와 著作背景〉, 1988년, 《신라불교문학연구》, 현암사
- 김광순, 〈韓國古小說史의 時代區分과 展開樣相〉, 1988년, 《어문논총》 22, 경북대
- 김정석, 〈전기문학 〈최치원〉 연구〉, 1988년, 고려대 교육대학원 석사논문
- 김종철, 〈서사문학사에서 본 초기소설의 성립문제 - 전기소설과 관련하여 -〉, 1988년, 《고소설 연구논총》, 다곡 이수봉 선생 회갑기념 논총 간행위원회
- 김광순, 〈金現感虎의 異本과 文學史的 意義〉, 1990년, 《한국 고소설의 조명》, 아세아문화사
- 임갑랑, 〈"金現感虎"의 갈등 구조와 죽음의 의미〉, 1990년, 《계명어문학》 5, 계명어문학회
- 장경남, 〈殊異傳 硏究〉, 1990년, 숭실대 석사학위 논문
- 조수학, 〈殊異傳의 著述者 및 文體考〉, 1990년, 《영남어문학》 17, 영남어문학회
- 이헌홍, 〈崔致遠傳의 구조와 소설적 의의〉, 1991년, 《고전소설의 이해(윤광봉, 유영대 편)》, 문학과비평사
- 박희병, 〈한국고전소설의 발생 및 발전단계를 둘러싼 몇몇 문제에 대하여〉, 1992년, 《관악어문 연구》 17, 서울대 국문과
- 김일렬, 〈《殊異傳》의 성격과 그 소설적 맥락〉, 1993년, 《고소설의 제문제》 집문당
- 박일용, 〈소설의 발생과 《수이전》 일문의 장르적 성격〉, 1993년, 《조선시대의 애정소설》, 집문당
- 서용규, 〈殊異傳攷(1) - 書名, 編著者, 刊行年代를 中心으로 -〉, 1993년, 《대구어문논총》11, 대구어문학회
- 이혜순, 〈傳奇小說의 전개〉, 1993년, 《고소설의 제문제》, 집문당
- 박희병, 〈설화와 전기소설의 장르와 그 성격 -전기소설의 문제 -〉, 1994년, 《한국한문학연구》17, 한국한문학연구회
- 김종률, 〈傳奇小說의 발생론〉, 1995년, 《국어교육》4, 영남대
- 김종철, 〈고려 傳奇小說의 발생과 그 행방에 대한 再論〉, 1995년, 《어문연구》 26, 충남대 국문과
- 박태상, 〈《太平通載》 소재 〈최치원전〉 연구〉, 1995년, 《고소설연구》 1, 한국고소설학회
- 박희병, 〈羅麗時代 傳奇小說 硏究〉, 1995년, 《대동문화연구》 30, 성균관대 대동문화연구소
- 박희병, 〈傳奇的 인간의 미적 특질〉, 1995년, 《민족문학사연구》 7, 민족문학사연구소

### 단행본
- 김희경 · 최재우 · 김현양 · 이대형 공역 《역주 수이전 일문》, 1996년, 도서출판 박이정
- 조수학 《재구성 수이전》  2001년, 국학자료원